# Río Makopsé
El río Makopsé (del ruso: Макопсе) es un corto río del distrito de Lázarevskoye de la unidad municipal de la ciudad-balneario de Sochi del krai de Krasnodar de Rusia. 

## Curso
Tiene una longitud de 12 km y una cuenca de 37.7 km². Nace las estribaciones más occidentales del Cáucaso, en las primeras cordilleras desde el mar y discurre durante su curso alto en dirección predominantemente sursureste. Poco después de nacer recibe un pequeño arroyo en su orilla derecha. Tras pasar a la altura de Nadzhigo, recibe uno de sus principales afluentes en su orilla izquierda y tuerce su rumbo hacia el sursudoeste. En su curso medio recibe en su orilla izquierda al río Dzhimalta, su principal afluente. No hay más localidades en su curso hasta llegar a su desembocadura en Makopse en el mar Negro.
En junio de 2013 sus aguas subieron hasta 3.5 m debido a las fuertes tormentas